# Thetidia viridifrons
Thetidia viridifrons là một loài bướm đêm trong họ Geometridae.